# Maksymilian Warzywoda
Maksymilian Warzywoda (29 de abril de 1998) es un jugador profesional de voleibol polaco, juego de posición armador.

## Palmarés

### Clubes
Campeonato de Polonia Sub-19:
- 2013[2]